# Jean-Max Discolle
Jean-Max Discolle est un footballeur français né le 21 août 1970 à Kourou. Il évolue au poste d'attaquant durant les années 1990.

## Biographie
Originaire de Kourou en Guyane française, Jean-Max Discolle commence le football au Geldar Kourou où il évolue jusqu'à ses 17 ans puis rejoint le centre de formation du SCO Angers en 1987.
Il intègre la première équipe en 1990 et entame par la même occasion son parcours professionnel. Après de longues années passées au SCO Angers en Division 2, ponctuée par une saison en Division 1 lors de la saison 1993-1994, Discolle part chez le voisin, le Tours FC, en 1995 pour une seule saison en National 2.
Il rejoint ensuite le Nîmes Olympique en décembre 1996. Il est sacré champion de National en 1997. Il continue sa carrière au club Nîmes Olympique  jusqu'en 1999. Il part par la suite dans un club autrichien le Vorwärts, où il ne jouera qu'un match et ne restera qu'une saison. En janvier 2000, il rejoint les Émirats arabes unis et joue au Al-Jazira Club.
Sa fin de carrière, en parcours professionnel, s'effectue au Stade beaucairois en 2001 puis, il évolue deux ans en niveau amateur avec l'AS Frontignan AC.
À la suite de cela, Jean-Max Discolle est devenu agent d'affaires durant quelques années tout en entraînant des équipes de jeunes.
En 2012, Jean-Max Discolle est alors entré en formation à l'IFME de Nîmes pour devenir moniteur éducateur. Diplômé en 2014, il exerce depuis auprès des services de l'aide sociale à l'enfance dans la région Languedoc-Roussillon.

## Palmarès
- Vice-Champion de France de division 2 en 1993 avec le Angers SCO.
- Champion de France de National en 1997 avec le Nîmes Olympique.
- Finaliste de la Coupe d'été en 1992 avec le Angers SCO.
- champion de France de division 4 (groupe D) en 1988 avec le Angers SCO (réserve).

## Statistiques
Le tableau ci-dessous résume les statistiques en match officiel de Jean-Max Discolle durant sa carrière de joueur professionnel,,.
| Saison                | Club              | Pays                | Championnat | Championnat | Championnat | Coupes nationales | Coupes nationales |
| Saison                | Club              | Pays                | Division    | Matchs      | Buts        | Matchs            | Buts              |
| --------------------- | ----------------- | ------------------- | ----------- | ----------- | ----------- | ----------------- | ----------------- |
| 1989 - 1990           | Angers SCO        | France              | Division 2  | 1           | 0           | -                 | -                 |
| 1990 - 1991           | Angers SCO        | France              | Division 2  | 1           | 0           | -                 | -                 |
| 1991 - 1992           | Angers SCO        | France              | Division 2  | 20          | 4           | 5                 | 0                 |
| 1992 - 1993           | Angers SCO        | France              | Division 2  | 18          | 0           | 1                 | 0                 |
| 1993 - 1994           | Angers SCO        | France              | Division 1  | 16          | 2           | -                 | -                 |
| 1994 - 1995           | Angers SCO        | France              | Division 2  | 15          | 0           | 1                 | 0                 |
| 1995 - 1996           | Tours FC          | France              | National 2  | 17          | 12          | -                 | -                 |
| 1996 décembre→        | Tours FC          | France              | National 2  | 15          | 11          | -                 | -                 |
| décembre→ 1996 - 1997 | Nîmes Olympique   | France              | National    | 15          | 8           | 1                 | 0                 |
| 1997 - 1998           | Nîmes Olympique   | France              | Division 2  | 22          | 2           | 1                 | 0                 |
| 1998 - 1999           | Nîmes Olympique   | France              | Division 2  | -           | -           | -                 | -                 |
| 1999 - 2000 janvier→  | SK Vorwärts Steyr | Autriche            | Erste Liga  | 1           | 0           | -                 | -                 |
| 2000 - 2001           | Al-Jazira Club    | Émirats arabes unis | League 1    | ?           | ?           | -                 | -                 |
| 2001 décembre→        | Stade beaucairois | France              | National    | 4           | 0           | -                 | -                 |
| Total                 | Total             | Total               | Total       | 145         | 39          | 9                 | 0                 |